# Campeonato Capixaba 2002
In 2002 werd het 86ste Campeonato Capixaba gespeeld voor voetbalclubs uit de Braziliaanse staat Espírito Santo. De competitie werd georganiseerd door de FES en werd gespeeld van 1 februari tot 16 juni. Alegrense werd kampioen. 
Fusieclub SE Veneciano speelde dit seizoen nog onder de naam Nova Venécia.

## Eindstand
| Plaats | Club                | Wed. | W  | G | V  | Saldo | Ptn. |
| ------ | ------------------- | ---- | -- | - | -- | ----- | ---- |
| 1.     | Alegrense           | 18   | 12 | 2 | 4  | 31:16 | 38   |
| 2.     | Rio Branco          | 18   | 9  | 4 | 5  | 27:21 | 31   |
| 3.     | Serra               | 18   | 8  | 7 | 3  | 28:19 | 31   |
| 4.     | Estrela do Norte    | 18   | 8  | 6 | 4  | 22:20 | 30   |
| 5.     | São Mateus          | 18   | 8  | 3 | 7  | 23:25 | 27   |
| 6.     | Nova Venécia        | 18   | 7  | 2 | 9  | 24:26 | 23   |
| 7.     | Cachoeiro           | 18   | 5  | 8 | 5  | 18:22 | 23   |
| 8.     | Tupy                | 18   | 4  | 7 | 7  | 27:27 | 19   |
| 9.     | Linhares            | 18   | 4  | 6 | 8  | 25:31 | 16   |
| 10.    | Desportiva Capixaba | 18   | 1  | 4 | 13 | 12:30 | 7    |

|  | Geplaatst voor knock-outfase |
|  | Degradatie                   |

### Knock-outfase
In geval van gelijkspel gaat de club met de beste notering in de competitie door. 
|  | Halve finale     | Halve finale | Halve finale |   |           | Finale | Finale | Finale |
|  |                  |              |              |   |           |        |        |        |
|  | Alegrense        | 0            | 3            |   |           |        |        |        |
|  | Estrela do Norte | 1            | 1            |   |           |        |        |        |
|  | Estrela do Norte | 1            | 1            |   | Alegrense | 0      | 1      |        |
|  |                  |              |              |   | Alegrense | 0      | 1      |        |
|  |                  | Rio Branco   | 0            | 1 |           |        |        |        |
|  | Rio Branco       | Rio Branco   | 0            | 1 | 0         | 2      |        |        |
|  | Rio Branco       |              |              |   | 0         | 2      |        |        |
|  | Serra            | 0            | 1            |   |           |        |        |        |

## Kampioen
| Campeonato Capixaba de 2002   |
| Espírito Santo                |
| ----------------------------- |
| ALEGRENSE Kampioen (2° titel) |